# ブルー・コメッツ フォーエバー
『ブルー・コメッツ フォーエバー』は、ジャッキー吉川とブルー・コメッツの再結成アルバム。2002年10月20日発売。発売元は有限会社オフィス・アタック。販売元はBLUE COMETS RECORDS。

## 解説
メンバーの井上忠夫（大輔）が2000年5月30日に死去したことを受け、2001年10月20日にGS時代のメンバーで再結成し活動再開。1972年の実質的な解散から30年を経て再結成アルバムを制作、2002年10月20日にリリースした。
往年のブルー・コメッツを象徴するサウンドの曲や、新時代に合わせたJ-POP的なサウンドの曲の他に、小田啓義のソロピアノによる「ブルー・シャトウ」の変奏曲を井上へのレクイエムとして収録している。

## 収録曲
1. あの夏へ帰ろう（4分58秒）
作詞：松本礼児、作曲・編曲：小田啓義
2. BLUE COMETS FOREVER（3分20秒）
作詞：ジャッキー吉川とブルー・コメッツ、作曲・編曲：小田啓義
3. Tsunaki World Oh no - 涙浮かべた水溜り Blue -（3分08秒）
作詞：yoshi、作曲：三原綱木、編曲：飯田匡彦
4. 冬のペーブメント（3分55秒）
作詞：松本礼児、作曲・編曲：小田啓義
5. Tsunaki World 灼熱ヴィーナス（4分18秒）
作詞：yoshi、作曲：三原綱木、編曲：斉藤真也
6. 星空を見上げて（3分01秒）
作詞：小田啓義、作曲：高橋健二、編曲：小田啓義
7. Tsunaki World 魅惑のアゲハ蝶（6分01秒）
作詞：yoshi、作曲：三原綱木、編曲：斉藤真也
8. 小さな壷（4分23秒）
作詞：ささきひろと、作曲：高橋健二、編曲：小田啓義
9. 夢の続き（3分21秒）
作詞・作曲・編曲：小田啓義
10. レクイエム〜ブルー・シャトウ（2分33秒）
作曲：井上忠夫、編曲：小田啓義